# Andrea McDonnell
Andrea McDonnell (nascida em 7 de julho de 1960) é uma jogadora australiana de tênis de mesa paralímpico. Representou a Austrália no tênis de mesa dos Jogos Paralímpicos de Verão de 2016, realizados no Rio de Janeiro, Brasil.